# Hamadou Djibo Issaka
Hamadou Djibo Issaka (* 3. Juli 1977 in Niamey) ist ein Ruderer aus dem Niger und nigrischer Meister im Rudern.
Issaka nahm an den Olympischen Sommerspielen 2012 in London teil. Der 1,69 Meter große Nigrer, der ursprünglich Schwimmer war, kam im November 2011 in der ägyptischen Stadt Alexandria mit dem Rudern in Kontakt. Zu dieser Zeit wurde dort ein Camp für afrikanische Nationen ausgerichtet, die Interesse an einem Wildcard-Start bei den Olympischen Spielen hatten. Dort saß er erstmals in einem olympischen Wettbewerbsboot, da ihm in seiner Heimat solche Boote nicht zugänglich waren. In Niger trainierte er mit einem Fischerboot. Ab Mai 2012 bereitete er sich im Ausland auf den olympischen Wettbewerb vor. Er trainierte zwei Monate im International Rowing Development Centre in Tunesien und zum Schluss auf der Ruderstrecke Hazewinkel in Belgien. Seine Teilnahme an den olympischen Spielen verdankt er einer Wildcard, die er für die Teilnahme am Wettkampf im Einer bekam. Eine Wildcard stellt sicher, dass alle Nationen an den Spielen teilnehmen können, auch wenn sich kein Sportler einer Nation für Olympia qualifizieren konnte. Djibo Issaka war der erste Nigrer überhaupt, der sein Land in dieser Sportart olympisch vertrat.
Im Vorlauf legte Issaka die 2000 m lange Strecke in einer Zeit von 8:25,56 zurück. Er hatte rund eine Minute Rückstand auf den Vierten des Rennens. Im Hoffnungslauf benötigte er für die Strecke 8:39,66 und kam als vierter von vier Teilnehmern ins Ziel. Im Halbfinale benötigte Issaka 9:07,99 und kam als 4. (letzter) ins Ziel. Eine Zeit von 8:53,88 lieferte Issaka im Finale und erreichte als 3. (letzter) das Ziel. In der Gesamtwertung erreichte er den 33. Platz. Issaka fiel während des Wettkampfs durch das Fehlen der in dieser Sportart üblichen Technik auf, erhielt aber die breite Unterstützung der anwesenden Zuschauer.
Der britische Ruderer Steven Redgrave kritisierte die Teilnahme Issakas an den Spielen. Er sagte, dass es bessere Ruderer anderer Nationen gäbe, die allerdings nicht an den Spielen teilnehmen dürften. Das Internationale Olympische Komitee erklärte daraufhin, dass Issaka keinen Platz eines anderen Ruderers eingenommen hätte, sondern zum bereits bestehenden Starterfeld hinzugefügt wurde.